# DIMBOA
El DIMBOA (2,4-dihidroxi-7-metoxi-1,4-benzoxazin-3-ona) es un ácido hidroxámico heterocíclico con esqueleto tipo benzoxazinoide. El DIMBOA es una fitoalexina presente en el maíz y otras poáceas particularmente el trigo.
En el maíz, el DIMBOA funciona como defensa natural contra insectos herbívoros como el lepidóptero taladro del maíz (Ostrinia nubilalis) y muchas otras plagas nocivas, incluyendo hongos y bacterias. El nivel exacto de DIMBOA varía entre plantas individuales, pero las concentraciones más altas son típicamente encontradas en plantas germinales y la concentración disminuye conforme a la edad de la planta.